# Das Leben ist schön (1985)
Das Leben ist schön (serbisch: Život je lep) ist ein serbischer Film aus dem Jahre 1985. Regie führte Boro Drašković, die literarische Vorlage lieferte Aleksandar Tišma.

## Inhalt
Ein Zug hält unvermittelt auf freier Strecke an und fährt nicht weiter. Die Passagiere, darunter auch mehrere Musiker, suchen kurz darauf eine kleine Kneipe in der Nähe auf, in der sie Unterschlupf bekommen und zunächst ausgelassen musizieren, essen und sich betrinken. Schnell wird ihnen jedoch klar, dass sie hier nicht willkommen sind und dass die verschiedenen Charaktere nicht miteinander harmonieren. Das von den Musikern geprobte Lied mit dem Refrain Život je lep (Das Leben ist schön) wird bald zur grotesken Farce.

## Kritik
„Bittere Allegorie auf die vielfach gespaltene jugoslawische Gesellschaft, die die sozialen und politischen Zustände der 80er Jahre spiegelt.“

## Trivia
Im Abspann des Filmes wird das isländische Lied Hjá Þér von Guðmundur Haukur gespielt.